# Ielne, Rokîtne
Ielne (în ucraineană Єльне) este un sat în comuna Tomașhorod din raionul Rokîtne, regiunea Rivne, Ucraina.

## Demografie
Componența lingvistică a localității Ielne
     Ucraineană (100%)
Conform recensământului din 2001, toată populația localității Ielne era vorbitoare de ucraineană (100%).